# Морпурго Дэвис, Анна
Анна Эльбина Морпурго Дэвис, англ. Anna Morpurgo Davies, урождённая Анна Морпурго; 21 июня 1937, Милан, Италия — 27 сентября 2014) — британский лингвист и историк итальянского происхождения. Специалист по древним индоевропейским языкам, известна своим вкладом в изучение Линейного письма Б и уточнением дешифровки лувийских иероглифов. Доктор, член Британской академии и Academia Europaea, иностранный член Американского философского общества (1991).

## Биография
Родилась в нерелигиозной еврейской семье учительницы и инженера (отец умер, когда ей было полтора года). Её дедом был известный математик Гвидо Кастельнуово.
Обучаясь в классическом лицее Юлия Цезаря, первоначально также хотела избрать карьеру математика, как и её дед, но заинтересовалась классическими исследованиями.
Получила степень доктора литературоведения в Римском университете, где занимала должность доцента, позднее магистра искусств в Оксфорде, почётного доктора литературоведения в университете Сент-Эндрюс. Была одним из пионеров структурной лингвистики в Италии.
В 1961—1962 годах была исследователем-постдокторантом в Центре древнегреческих исследований в Вашингтоне при Гарвардском университете, где познакомилась со своим будущим супругом, историком Джоном Дэвисом. В 1962 года переехала в Оксфорд, где приняла участие в новосозданной кафедре теоретической лингвистики, с 1964 года преподавала там же классические языки. Позднее также занимала должность профессора в ряде крупных американских университетов (Пенсильванский университет, Калифорнийский университет, Университет Цинциннати, Стэнфордский университет).
Иностранный почетный член Американской академии искусств и наук. Членкор парижской Академии надписей и изящной словесности, Австрийской и Баварской академий.